# Calliophis intestinalis
Espèce
Synonymes
- Aspis intestinalis Laurenti, 1768
- Elaps furcatus Schneider, 1801
- Maticora lineata Gray, 1835
- Elaps trilineatus Duméril, Bibron & Duméril, 1854
- Elaps thepassi Bleeker, 1859
- Calliophis furcates var. nigrotaeniatus Peters, 1863
- Callophis intestinalis var. malayana Günther, 1864
- Callophis intestinalis var. philippina Günther, 1864
- Callophis bilineatus Peters, 1881
- Elaps sumatranus Lidth de Jeude, 1890
- Callophis intestinalis var. suluensis Steindachner, 1891
- Doliophis intestinalis var. everetti Boulenger, 1896
- Doliophis intestinalis var. vertebralis Werner, 1900
- Calamaria klossi Smith, 1926
- Maticora intestinalis immaculata Loveridge, 1944

Statut de conservation UICN

 LC  : Préoccupation mineure
Calliophis intestinalis est une espèce de serpents de la famille des Elapidae.

## Répartition

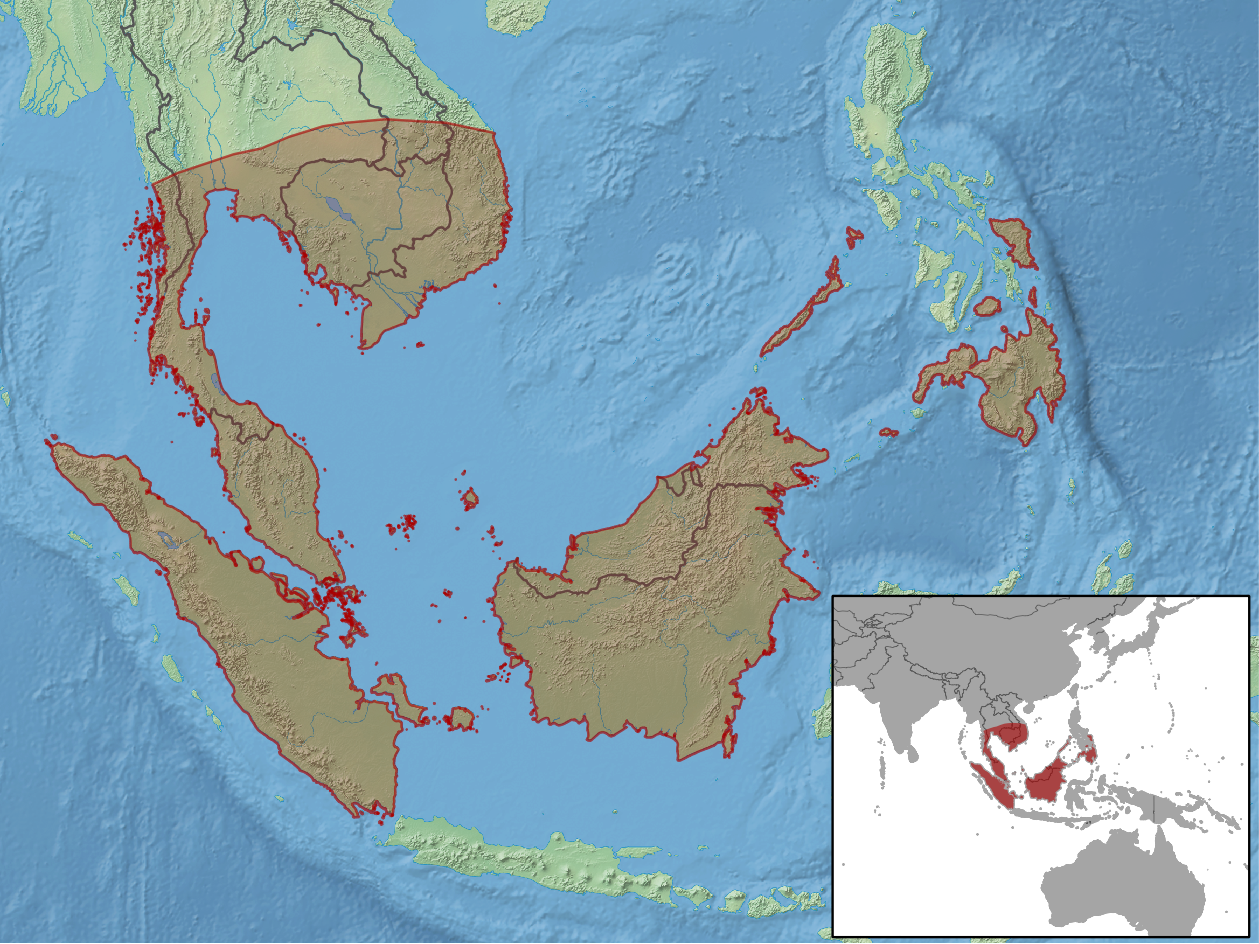
Distribution

Cette espèce se rencontre aux Philippines, en Indonésie, en Malaisie, à Singapour, au Brunei, en Thaïlande et au Viêt Nam.

## Description

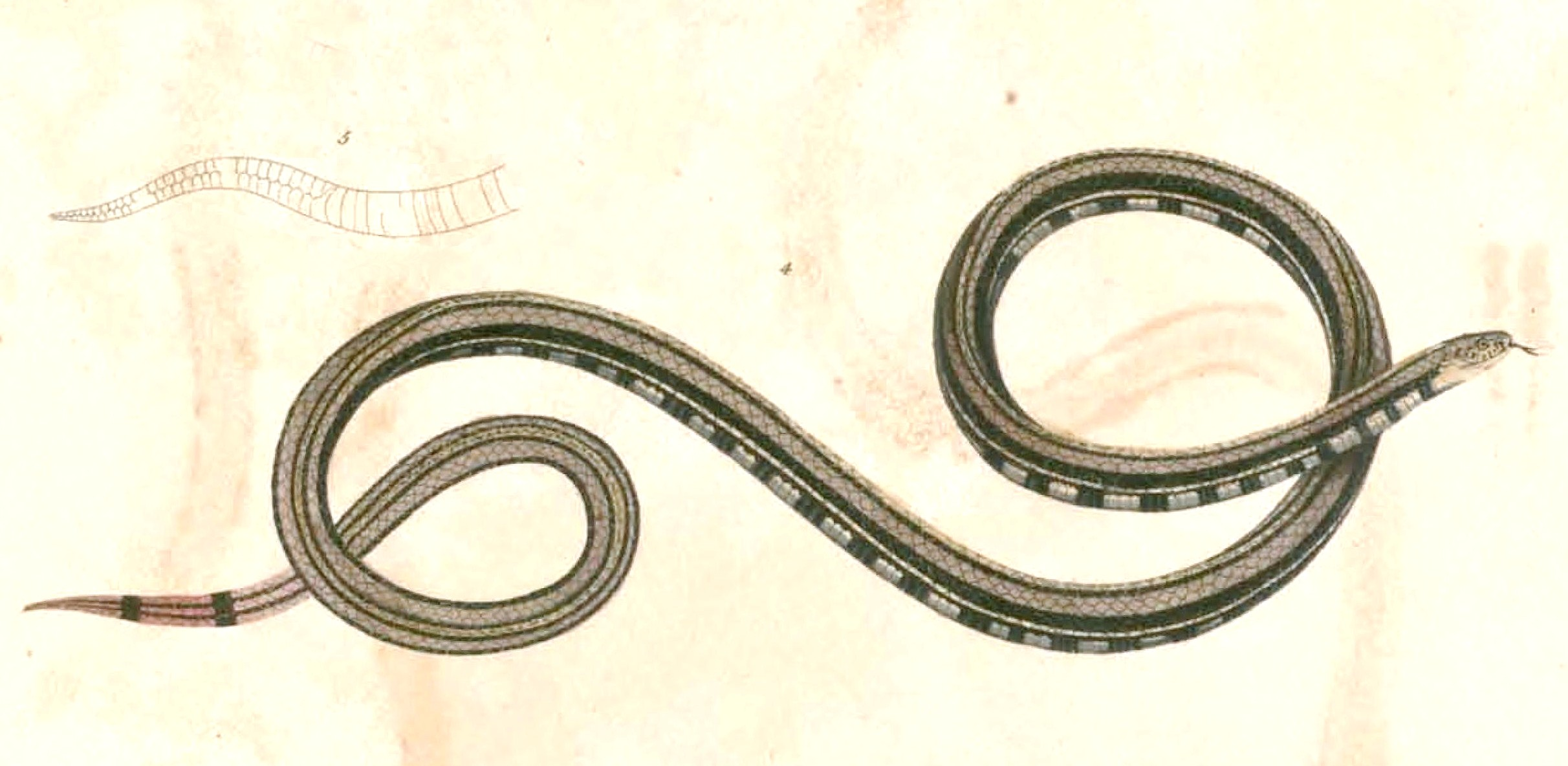
Calliophis intestinalis lineata

C'est un serpent venimeux.

## Liste des sous-espèces
Selon The Reptile Database (7 août 2011) :
- Calliophis intestinalis bilineata Peters, 1881
- Calliophis intestinalis everetti (Boulenger, 1896)
- Calliophis intestinalis intestinalis (Laurenti, 1768)
- Calliophis intestinalis lineata (Gray, 1835)
- Calliophis intestinalis philippina Günther, 1864
- Calliophis intestinalis suluensis Steindachner, 1891
- Calliophis intestinalis thepassi (Bleeker, 1859)

## Publications originales
- Bleeker, 1859 : Reptilien van Sintang. Natuurkundig Tijdschrift voor Nederlandsch Indie, vol. 20, p. 200-201 (texte intégral).
- Boulenger, 1896 : Catalogue of the snakes in the British Museum. London, Taylor & Francis, vol. 3, p. 1-727 (texte intégral).
- Günther, 1864 : The reptiles of British India, p. 1-452 (texte intégral).
- Laurenti, 1768 : Specimen medicum, exhibens synopsin reptilium emendatam cum experimentis circa venena et antidota reptilium austriacorum, Vienna Joan Thomae, p. 1-217 (texte intégral).
- Peters, 1881 : Die Verschiedenheit von Syngnathus (Belonichthys) zambiezensis Ptrs. und S. (B.) mento Bleeker und über eine neue Art der Schlangengattung Callophis von den Philippinen. Sitzungsberichte der Gesellschaft Naturforschender Freunde zu Berlin, vol. 1881, p. 107-109 (texte intégral).